# لويس رانيري
لويس رانييري (/rəniˈɛri/ ؛ مواليد 1947) (بالإنجليزية: Lewis Ranieri)هو تاجر سندات سابق، وشريك مؤسس والرئيس الحالي لشركة رانيري وشركاه وهي شركة عقارية.ويعتبر «أب» الأوراق المالية المضمونة بالرهن العقاري لدوره الرائد في ظهورها في السبعينيات، خلال فترة عمله في شركة سالومون براذرز، حيث تولى منصب نائب رئيس مجلس الإدارة.   على الرغم من تسميته من قبل BusinessWeek في عام 2004 باعتباره «أحد أعظم المبتكرين على مدار الـ 75 عامًا الماضية»،  تعرض لاحقًا لانتقادات شديدة لدوره في أزمة الرهن العقاري عالية المخاطر في الفترة  –  .  

## نشأته
ولد لويس رانييري في بروكلين، نيويورك عام 1947. سعى رانييري إلى أن يصبح طاهياً إيطاليًا قبل أن يكتشف أن مرض الربو الذي يعاني منه منعه من العمل في المطابخ المليئة بالدخان. بدأ دراسته الجامعية في جامعة سانت جون لكنه تركها قبل أن يكمل دراسته الجامعية. عاد رانييري لاحقًا إلى المدرسة وأكمل بكالوريوس الآداب في اللغة الإنجليزية عام 1986. في عام 1987، منحته جامعة سانت جون درجة الدكتوراه الفخرية في القانون.

## حياته
في عام 1968، حصل رانييري البالغ من العمر 21 عامًا على وظيفة بدوام جزئي في غرفة البريد في الأخوة سلومون. لقد شق طريقه إلى منصب نائب رئيس الأخوة سلومون، كما تمت مناقشته في كتاب Michael Lewis الأكثر مبيعًا Liar's Poker .   في أواخر سبعينيات القرن الماضي، انضم رانييري إلى مكتب تداول الرهن العقاري الجديد التابع لشركة الأخوة سلومون حيث ساهم في إنشاء ممارسة مبتكرة للتوريق ، وهي كلمة قيل إنه صاغها.   قالت مجلة بيزنس ويك أنه في عام 1977، مع إنشاء الأوراق المالية المدعومة بالرهن العقاري (MBS)، «كانت مهمة رانييري هي بيع تلك السندات - في الوقت الذي اعترفت فيه 15 ولاية فقط بالأوراق المالية المدعومة بالرهن العقاري (MBS) كاستثمارات قانونية. وبفضل أعصاب التاجر وإقناع البائع، فعل أكثر من ذلك بكثير، حيث أنشأ السوق للتجارة MBS وكسب معارك الضغط في واشنطن لإزالة الحواجز القانونية والضريبية».  كما أعلن رانييري أن «الرهون العقارية هي رياضيات»، حيث وظف حاملي الدكتوراه الذين طوروا التزام الرهن العقاري بضمانات، وأعادوا تغليف الرهون العقارية إلى سندات أكثر جاذبية. 
بحلول عام 1981، تعرضت المدخرات والقروض الأمريكية (S & Ls) لضربات التضخم المرتفع بالإضافة إلى أسعار الفائدة المرتفعة التي يفرضها مجلس الاحتياطي الفيدرالي تحت رئاسة بول فولكر، لكن الكونجرس سمح ل S & Ls بإخفاء بعض خسائرها عن طريق نقل الأصول من دفاترها. اشترى رانييري قروضًا عقارية من S&L وباعها إلى أخرى، مما سمح لوول ستريت بالمشاركة في سوق الرهن العقاري (والربح من السبريد). أقنع فريدي ماك بالمساعدة في صفقة جمعت قروضًا قديمة من Perpetual Savings ،  S & L المتعثرة في منطقة واشنطن العاصمة. ومع ذلك، لم ينجذب المستثمرون المؤسسيون إلى السوق إلا عندما أنشأ هو ولاري فينك من شركة First Boston منظمة التسويق الرئيسية في عام 1983. في عام 1984، أصدر الكونجرس قانون تحسين سوق الرهن العقاري الثانوي (SMMEA)، والذي ألغى الحظر السابق على البنوك الخاصة التي تبيع الأوراق المالية المدعومة بالرهن العقاري دون ضمان حكومي. كما أنها أعاقت قوانين السماء الزرقاء في الولاية التي كانت تطلب في السابق من البنوك الاستثمارية التسجيل في ولايات متعددة قبل بيعها. علاوة على ذلك، يمكن للمستثمرين المؤسسيين شراء الأوراق المالية المدعومة بالرهن العقاري، شريطة أن تمنحهم منظمة التصنيف الإحصائي المعترف بها على المستوى الوطني (NRSRO) تصنيفًا عاليًا؛ في الواقع السماح لهؤلاء المستثمرين بالاستعانة بمصادر خارجية لبذل العناية الواجبة لمثل هذه الوكالات. حضر رانييري الحفل الذي وقع فيه الرئيس رونالد ريغان SMMEA.
حصل رانييري أيضًا على إعفاء ضريبي ينطبق على مجمعات الرهون العقارية التي يحتفظ بها REMIC . تم التصديق على سوق الأوراق المالية المدعومة بالرهن العقاري بموجب قانون الإصلاح الضريبي لعام 1986، وبلغ 150 مليار دولار في عام 1986. ومع ذلك، طرد سالومون براذرز رانييري في عام 1987، والذي وصفه البعض بأنه ضحية لنجاحه، حيث كان التجار القدامى يعملون في العديد من بنوك الاستثمار في وول ستريت.
أسس رانييري شركة Hyperion Partners ، وهي شركة استثمارية، في عام 1988.  في عام 2001، باع رانييري وشركاؤه في Hyperion Bank United of Texas ، وهي شركة استحوذوا عليها في أواخر الثمانينيات. تحت قيادة رانييري كرئيس لمجلس الإدارة، تحول بنك يونايتد من مدخرات وقرض فاشل إلى بنك إقليمي ناجح بقيمة 18 مليار دولار في وقت البيع.
عندما تعرضت الأوراق المالية المدعومة بالرهن العقاري للتدقيق بسبب دورها في أزمة الرهن العقاري، وفقاعة الإسكان في الولايات المتحدة والأزمة المالية في 2007-2010 ، استهدف النقاد رانييري.   في آذار (مارس) 2007، في وقت لم يكن معروفًا فيه ما إذا كان الامتداد المفرط للرافعة المالية الكامنة في الرهون العقارية عالية المخاطر يمكن أن يؤدي إلى أزمة مالية، علق رانييري «أعتقد أن [الخطر] يمكن احتواؤه. لا أعتقد أن هذا سيكون كارثة.» 
علق رانييري على الوضع في مقابلة عام 2009. قال رانييري: «لم يكن مفهوم التوريق هو الذي خلق المشكلة». بدلاً من ذلك، ألقى باللوم على وول ستريت لإساءة استخدام التوريق لإنشاء منتجات الرهن العقاري التي لم يكن أصحاب المنازل قادرين على تحملها على المدى الطويل، مثل تلك ذات المعدلات المنخفضة التي أصبحت باهظة الثمن عند إعادة تعيينها. في المقابلة نفسها، أوضح رانييري أيضًا جهود شركته المستمرة لإعادة تأهيل سوق الإسكان الأمريكي من خلال شراء الرهون العقارية المتأخرة، والعمل مع أصحاب المنازل الأصليين لتقديم مدفوعات ثابتة، ثم بيع القروض المستقرة حديثًا.

## التكريم
حصل رانييري على جائزة الخدمات الصناعية المتميزة من منتدى التوريق الأمريكي في عام 2005 وشارك في المائدة المستديرة للرابطة الوطنية لبناة المنازل منذ عام 1989. تم إدخال رانييري أيضًا في قاعة مشاهير الإسكان الوطنية وحصل على جائزة الإنجاز مدى الحياة التي تمنحها جمعية محللي الدخل الثابت، Inc. في عام 2012، منحت جامعة سانت جون جائزة روح الخدمة لـ Ranieri لعمله مع Tomorrow's Hope Foundation وتفانيه في خدمة الآخرين.

## في السينما والإعلام
تم تصوير رانييري من قبل الممثل رودي إيزينزوف في بداية فيلم The Big Short (مقتبس من كتاب مايكل لويس الذي يحمل نفس الاسم)، والذي عمل على تصوير الأحداث التي أدت إلى أزمة السكن في 2007–08.